# 棘獵蝽
棘獵蝽（学名：Polididus armatissimus）为獵蝽科棘獵蝽屬下的一个种。